# Essar Group
Essar Group ist ein indisches Unternehmen mit Firmensitz in Mumbai.
Das Unternehmen wurde 1969 von den indischen Brüdern Shashi Ruia und Ravi Ruia gegründet. In den Anfangsjahren war das Unternehmen in der Baubranche tätig. Zunehmend im Laufe der Jahre erweiterte es seine Tätigkeitsfelder und gründete verschiedene Tochterunternehmen. Mit den Tochterunternehmen Essar Steel, Essar Steel Algoma, Essar Oil, Essar Shipping, Essar Hypermart und The MobileStore ist Essar Group in Indien und international weltweit tätig. Rund 75.000 Menschen sind bei der Essar Group und deren Tochterunternehmen beschäftigt. 2016 wurde Essar Oil zu je 49 % an Rosneft und ein Konsortium unter Führung von Trafigura und United Capital Partners verkauft.